# Andi Almqvist
Andi Almqvist, född 2 juli 1968 i Lomma församling, Malmöhus län, är en svensk sångare, musiker, kompositör och tecknare.
Almqvist  har släppt sex soloalbum, Can't Stop Laughing (2005), Red Room Stories (2007), Glimmer (2009), Warsaw Holiday (2013), Tiltad (2018) och Not Too Far From Happy (2024).
Almqvist är också tecknare och har publicerats i en mängd serie- och dagstidningar (Sydsvenskan, Seriemagasinet, Mega-Pyton med flera), gjort bokillustrationer och arbetat som mellantecknare/tuschare på animationsstudion Pennfilm Studio. Han har släppt ett seriealbum, Söta Serier (2013).
Andi Almqvist har turnerat i Europa och USA. Han har spelat på många festivaler, bland annat Eurosonic (Holland), Les Ardentes (Belgien), Spot (Danmark), Dias Nordicos (Spanien), Peace and Love och Hultsfredsfestivalen. Han har uppträtt på klubbar och teatrar runt om i världen.
Förutom egna turnéer har Andi Almqvist supportat bland annat Mark Lanegan, Woven Hand, Kaizers Orchestra, Holly Golightly, B.B. King, The Blind Boys of Alabama och Bettye LaVette.
Under juli och augusti 2010 var Andi Almqvists låt "Low-Dive Jenny" den mest nedladdade låten från den amerikanska musiktidningen Paste Magazines webbplats. I maj 2011 visades dokumentärfilmen En vanföreställning på SVT. Filmen kretsar mestadels kring en konsert genomförd på Victoriateatern i Malmö, men innehåller även intervjuer och klipp där Almqvist framför låtar i en tjeckisk hotellkorridor. Dokumentärfilmen gavs i november 2011 ut på DVD under namnet The Misadventures of Andi Almqvist. I februari 2012 användes låten "Big Bad Black Dog Blues" i den amerikanska TV-serien Justified, avsnitt 5 säsong 3.
I maj 2012 skrev Almqvist kontrakt med Zentropa Music, filmbolaget Zentropas musikavdelning. Låten I Was Not To You What You Were To Me placerades i den Oscars- och guldpalmsnominerade filmen Jakten av Thomas Vinterberg. I april 2013 släppte Almqvist sitt första seriealbum Söta Serier. 2015 gjorde Almqvist debut som solist och skådespelare i föreställningen Sånger Från En Inställd Skilsmässa - ett samarbete mellan Malmö Opera och Skånes Dansteater. Våren 2017 turnerade föreställningen Sånger Från En Inställd Skilsmässa i regi av Riksteatern.

## Diskografi
Studioalbum
- 2024 - Not Too Far From Happy
- 2018 - Tiltad
- 2013 - Warsaw Holiday
- 2009 - Glimmer[17]
- 2007 - Red Room Stories[17]
- 2005 - Can't Stop Laughing

Singlar
- 2017 - Kirseberg

Livealbum
- 2022 - Live in Malmö
- 2011 - The Misadventures of Andi Almqvist

Med KURZ
- 2016 - Vol 1.

Medverkan på samlingsskivor
- 2024 - This Is All The Snow You Get Vol. 3 (medverkar med låten The Turkey)
- 2015 - Rocketta Sessions (medverkar med låten Can't Stop Laughing, nyinspelning från Gas Vintage Studio i Rom, Italien)
- 2011 - Orkanen (medverkar med låten Pornography)
- 2008 - Between The Lines (medverkar med låten Low-Dive Jenny[18])
- 2008 - Mission Hall Sessions (medverkar med låtarna Weekend Trip to Hell och Rain)
- 2007 - Sonically Speaking vol. 37 (medverkar med låten Red Room[19]

DVD-filmer
- 2011 - The Misadventures of Andi Almqvist

## Låtplaceringar Film/TV
- 2019 - Den Kulturelle Onanisten. Svensk dokumentär av Lena Mattson. Medverkar med låtarna In The Land Of Slumber och Boneyard Blues.
- 2017 - Angie Tribeca. Amerikansk TV-serie. Säsong 3. Trailer. Medverkar med låten You ain't seen nothing yet (cover).
- 2017 - Early Release. Kanadensisk långfilm regisserad av John L'Ecuyer. Medverkar med låten Weekend Trip To Hell.
- 2014 - Fasanjägarna. Dansk långfilm regisserad av Mikkel Nørgaard. Medverkar med låten I Was Not To You What You Were To Me.
- 2014 - Filip & Fredrik - Ska vi göra slut?. Svensk TV-serie. Medverkar med låten I Was Not To You What You Were To Me.
- 2013 - My Sweet Pepper Land. Fransk/Tysk långfilm regisserad av Huner Saleem. Medverkar med låten Take Heed, Beware, Let Go.
- 2013 - Niklas Mat. Svensk TV-serie. Medverkar med låtarna Boneyard Blues och Big Bad Black Dog Blues .
- 2013 - Kvinden i buret[20]. Dansk långfilm regisserad av Mikkel Nørgaard. Medverkar med låten I Was Not To You What You Were To Me.
- 2012 - Jakten[15]. Dansk långfilm regisserad av Thomas Vinterberg. Medverkar med låten I Was Not To You What You Were To Me. Filmen nominerades till en Oscar för bästa utländska film. Filmen nominerades till Guldpalmen i Cannes. Mads Mikkelsen vann priset för bästa manliga huvudroll för sin insats i filmen.
- 2012 - Justified[21], #5 säsong 3. Amerikansk TV-serie. Medverkar med låten Big Bad Black Dog Blues.
- 2012 - Sejit z cesty[22]. Tjeckisk långfim regisserad av Pavel Jandourek. Medverkar med låtarna Hyena och Big Bad Black Dog Blues.
- 2007 - Älgalus och vilda svin[23]. Svensk dokumentärfilm regisserad av Johan Palmgren. Medverkar med låtarna Can't Stop Laughing och The Devil Is A Girl.

## Teater
- 2017 - Sånger Från En Inställd Skilsmässa. Sverigeturné i regi av Riksteatern. Solist/huvudroll.
- 2015 - Sånger Från En Inställd Skilsmässa, en samproduktion av Malmö Opera och Skånes Dansteater. Solist/huvudroll.

## Priser och utmärkelser
- 2014 - Konstnärsnämndens stipendium för internationellt kulturutbyte (Italien)
- 2012 - Konstnärsnämndens komponiststipendium
- 2010 - Konstnärsnämndens komponiststipendium och Konstnärsnämndens stipendium för internationellt kulturutbyte (USA)
- 2009 - Konstnärsnämndens komponiststipendium[24]
- 2008 - STIM-stipendiet[25]
- 2005 - Fjellispriset
- 2002 - Malmö Stads Kulturstipendium

### Fotnoter
1. ↑  Sveriges befolkning 1990, CD-ROM, Version 1.00, Riksarkivet (2011).
2. ↑  SDS artikel Tomas Medin Westman 130328
3. ↑  Hultsfred 2008
4. ↑  Joe's Pub NYC
5. ↑  Rootsy.nu nyhet 081201
6. ↑  Rootsy.nu nyhet 060927
7. ↑  Rootsy.nu nyhet 090302
8. ↑  ”Gaffa recension 110116”. Arkiverad från originalet den 23 juni 2011. https://web.archive.org/web/20110623182549/http://gaffa.se/recension/46039. Läst 10 juni 2012.
9. ↑  Paste Magazine
10. ↑  SDS Håkan Engström artikel 110525 Arkiverad 30 maj 2011 hämtat från the Wayback Machine.
11. ↑  Youtube Andi Almqvist - Pornography
12. ↑  Youtube Andi Almqvist - Death
13. ↑  Andersson, Mark. ”The Misadventures of Andi Almqvist”. Benshi. Arkiverad från originalet den 7 augusti 2016. https://web.archive.org/web/20160807112107/http://www.benshi.se/musik-the-misadventures-of-andi-almqvist. Läst 14 januari 2012.
14. ↑  ”Zentropa Music”. Arkiverad från originalet den 16 mars 2021. https://web.archive.org/web/20210316152016/http://www.zentropamusic.com/. Läst 12 juli 2021.
15. 1 2  SDS Mattias Oscarsson artikel 120426
16. ↑  SDS Emma Thörnkvist 140318
17. 1 2  Kritiker.se Glimmer
18. ↑  Youtube Andi Almqvist - Low-Dive Jenny
19. ↑  Youtube Andi Almqvist - Red Room
20. ↑  Rootsy.nu nyhet 130628
21. ↑  Bad Taste Empire 120218
22. ↑  Sejit z cesty
23. ↑  Rootsy.nu nyhet 081218
24. ↑  Rootsy.nu nyhet 090616
25. ↑  Event News 081216

'